# Katsumi Mamine
Katsumi Mamine Miwa (Tokio, 31 de marzo de 1944 – Barcelona, 14 de abril de 2020) maestro e investigador del seitai. Alumno de Haruchika Noguchi, fundador del seitai, fue el que lo introdujo y divulgó en Cataluña desde 1973 hasta su muerte en 202O. 
Mamine profundizó durante toda su vida en la práctica y el estudio del seitai, actividad cultural de la que destaca: lo más importante es su sencillez, sencillez tanto de las prácticas como del conocimiento.

## Biografía
Katsumi Mamine nace en Tokio el 31 de marzo de 1944. Es el segundo hijo de Ryoji Mamine, físico, y de Hiroko Miwa, una mujer muy vinculada al mundo cultural y con una relación cercana al pedagogo musical Shin'ichi Suzuki. Katsumi vive su niñez en un ambiente muy culto, donde la música es uno de los temas centrales. Suzuki había fundado un centro de educación musical en Matsumoto, donde desarrolló su método (Método Suzuki). Hiroko lo conoció allí. La conexión entre la educación musical y el seitai de Noguchi, queda recogido en este comentario autobiográfico de Katsumi:
Mi madre, que era de Tokio, se encontraba en aquella época en esta ciudad (Matsumoto) a causa de la II Guerra Mundial y, apasionada por la enseñanza de Suzuki, colaboró con él como secretaria prácticamente desde la fundación de la escuela. Cuando tuvo que regresar a Tokio, conoció al maestro Noguchi y le sorprendió el parecido de los planteamientos entre uno y otro. Quiso que se encontraran y, un día que Suzuki fue a Tokio, los presentó.
A los diez años conoce seitai asistiendo de forma regular al dojo de su fundador Haruchika Noguchi, de quien más adelante sería discípulo directo hasta la muerte de su maestro en 1976.
Aunque es un estudiante brillante en materia de ciencias, al llegar a la edad de acceder a la universidad decide cursar la carrera de Bellas Artes. Habiendo completado los estudios universitarios, en 1969 quiere respirar el aire y la cultura de un músico que le entusiasmaba, Pau Casals, y decide trasladarse a Barcelona. La intención de Mamine es realizar un trabajo personal y profundizar en su expresión. Sin embargo en 1973, después de unos años de incertidumbre personal, encuentra una conexión directa con lo aprendido del Maestro Noguchi y decide dedicarse profesionalmente a la difusión del seitai. En 1975 se inaugura el Dojo Seitai de Barcelona y durante unos años existe una estrecha relación con la Sociedad Seitai Kiokai de Japón.
Además de atender individualmente a muchas personas a diario y coordinar reuniones de prácticas en diversas localidades de Cataluña, Mamine inicia la enseñanza del seitai a algunos alumnos. Además, comienza a adaptar y traducir las publicaciones escritas del Maestro Noguchi al castellano, habiendo recibido la autorización de éste con el fin de difundirlo exclusivamente entre los alumnos de la actividad seitai de Barcelona. Estas traducciones se formalizan en la creación de la revista Zensei, la cual dirige, y de la que se publican 67 números, desde julio de 1977 hasta diciembre de 1991.
Katsumi acabó reordenando el lenguaje de Noguchi sobre los cinco movimientos, la estructura del movimiento espontáneoy el taiheki, objetivando el saber que su maestro había revelado. En la cultura japonesa, el saber empírico había tenido siempre un valor reconocido, sin necesidad de apoyarse en el conocimiento objetivo, pero en occidente es distinto.
Entre los artistas relevantes a los que les hizo orientación individual destacan György Sebok,  Narciso Yepes,Antoni Ros Marbà, Cesc Gelabert y Lluís Claret, entre otros. También hay profesionales de yoga y otras disciplinas corporales. Alumnos suyos han abierto centros por toda Cataluña (Barcelona, Mataró, Terrassa, etc.) y otras localidades de España.

## Su investigación sobre la estructura del movimiento espontáneo
Katsumi acabó reordenando el lenguaje de Noguchi sobre los cinco movimientos y la estructura del movimiento espontáneo, el taiheki, objetivando el saber que su maestro había desarrollado. En la cultura japonesa, el saber empírico había tenido siempre un valor reconocido, y no existía la necesidad de apoyarse en el conocimiento objetivo más propio de la ciencia. En el contexto occidental esto es distinto.
Sus estudios se centraron en aportar más conocimiento, en llenar el gran vacío que, el considera, sufre nuestra cultura sobre la comprensión de la naturaleza humana y de la manifestación que nace directamente de ella. Por eso en su obra escrita profundiza en la comprensión de diversos temas a partir del estudio en diferentes campos del conocimiento como son la biología, la anatomía, la embriología, entre otros.

## Publicaciones
Ha publicado varios libros:
- El cuerpo se... Un concepto del seitai (1983) Ed. K. Mamine. ISBN 84-398-0231-5
- Seitai, una nueva comprensión de la naturaleza humana (2007) Ed. Seitai de Barcelona. ISBN 978-84-611-5066-3
- La osei en la vida cotidiana (2007) Ed. Seitai de Barcelona. ISBN 978-84-611-5220-9
- La osey y la CVP ósea (2007) Ed. Seitai de Barcelona. ISBN 978-84-611-5219-3
- La osey y la CVP muscular (2007) Ed. Seitai de Barcelona. ISBN 978-84-611-7058-6
- El movimiento vital (2014). Ed Icaria. ISBN 978-84-9888-586-6
- La vida: las 5 oseis (2016) Ed. Seitai Barcelona. ISBN 978-84-608-5797-6
- Naturaleza humana y Seitai (2018) Ed. Seitai Barcelona. ISBN 978-84-09-01184-1

Escribió dos artículos en la revista Zensei : 
- "Desearía que todos conocieran a Noguchi", Zensei núm. 45, p. 4-6. ISSN 0210-1939
- "Consideraciones sobre los Manuscritos sobre la terapéutica", Zensei núm. 67, p. 27-29. ISSN 0210-1939